# Desperado Corner
Desperado Corner est une pièce de théâtre semi-autobiographique écrite par le dramaturge britannique Shaun Lawton en 1976.

## Argument
L'action se déroule dans la station balnéaire de Redcar dans le nord-est de l'Angleterre en 1959.
La pièce fut produite dans bon nombre de théâtres de Londres, puis, grâce aux efforts du dramaturge de Riverside Studios Paul Kember, elle fut finalement produite au Citizens Theatre, à Glasgow, le 16 janvier 1981. 
Elle a été mise en scène par Di Trevis et interprétée par :
- Bob : Jim Cartwright
- Big Larry : Andrew Wilde
- Mattie : Gary Oldman
- Bazza : Mark Rylance
- Lily : Katherine Kitowitz
- Val : Johanna Kirby
- Frank : Ciarán Hinds
- Alderman : Patrick Hannaway
- Builder : Gordon Hammersley
- Policeman : Roger McKern
- Geordie : Shaun Lawton

Après le succès rencontré par la pièce, une nouvelle représentation fut produite la même année au Citizens, mise en scène par Robert David MacDonald. Frances Barber reprit le rôle de Val et Jill Spurrier obtint celui de Lily.
Il y eut aussi une production de la pièce par les étudiants de dernière année de la Royal Academy of Dramatic Art à leur Vanbrugh Theatre de Londres.
Pour beaucoup des comédiens de la pièce, ce fut un tremplin pour leurs carrières. Au moins deux d'entre eux ont été immédiatement attrapés par des agents artistiques : Gary Oldman fut invité à jouer dans la pièce de Robert David MacDonald, Conférence au sommet et apparut dans le téléfilm de Mike Leigh, Mean Time. Cinq ans plus tard, Jim Cartwright écrivit quant à lui sa première pièce, Road (1986), qui reçut un énorme succès.